# Гомбожавын Очирбат
Гомбожавын Очирбат (монг. Гомбожавын Очирбат; род. 15 ноября 1929 года, МНР) — монгольский политический, профсоюзный и государственный деятель. Непродолжительное время генеральный секретарь (впоследствии — председатель) ЦК МНРП в 1990—1991 годах.

## Биография
Родился в сомоне Нумрег аймака Завхан восьмым сыном в семье. Окончил школу, затем Улан-Баторский педагогический техникум в 1948 году. В 1948–1949 годах работал учителем средней школы на родине, а в 1949-1952 годах – директором средней школы в Говь-Алтайском аймаке.
В 1949 году вступил в МНРП. В 1952 году поступил на факультет монгольского языка и литературы Монгольского государственного университета, проучился один год и был отобран МонГУ для обучения в Советском Союзе. Учился на филологическом факультете МГУ (1953–1958) и получил диплом по специальности «исследователь-лингвист и преподаватель языка и литературы». В 1958-1960 годах был первым монгольским заведующим кафедрой русского языка и литературы МонГУ, преподавал русский язык. С 1960 года – заместитель редактора, главный редактор «Монголидата». С 1962 по 1964 год был заместителем главного редактора центрального печатного органа МНРП газеты «Унэн».
С 1961 года кандидат, с 1966 – член ЦК МНРП.  С 1964 по 1969 год – заведующий идеологическим отделом ЦК МНРП, членом которого он был с 1961 по 1992 год. С 1969 по 1972 год учился в Академии общественных наук при ЦК КПСС, которую окончил с кандидатской степенью по философии. В октябре 1972 года был избран председателем Центрального Совета монгольских профсоюзов.
Также был депутатом Великого народного хурала с 1966 года и членом его президиума с 1977 по 1982 год.
С мая 1982 года работал заведующим объединённой редакцией учебников и журналов Министерства народного образования. С 1984 по 1986 год работал заведующим отделом Института общественных наук при ЦК МНРП. После снятия Юмжагийна Цеденбала был назначен исполняющим обязанности заместителя заведующего отделом партийных органов ЦК МНРП и находился на этом посту с 1986 по 1988 год. В 1989–1990 годах был представителем МНР в редакционной коллегии журнала «Проблемы мира и социализма», издававшегося в Праге.
14 марта 1990 года на пленуме ЦК МНРП политбюро и секретариат ЦК партии во главе с Жамбыном Батмунхом коллективно ушли в отставку, и новым генеральным секретарем ЦК МНРП был избран Гомбожавын Очирбат. На состоявшемся в апреле 1990 года внеочередном съезде МНРП название его поста было изменено с «генеральный секретарь ЦК» на «председатель ЦК». В феврале 1991 года его на этом посту сменил Будрагчаагийн Даш-Ёндон. К этому времени МНРП потеряла свой прежний вес в монгольском обществе.
В 1990–1997 годах – вновь депутат Великого государственного хурала, глава фракции МНРП. Внёс значительный вклад в разработку и утверждение новой конституции Монголии, принятой в 1992 году. С 1997 года на пенсии.
С 2006 года – заслуженный работник культуры Монголии. В 2011 году ему было присвоено звание Героя Труда Монголии.